# Glasgow smile

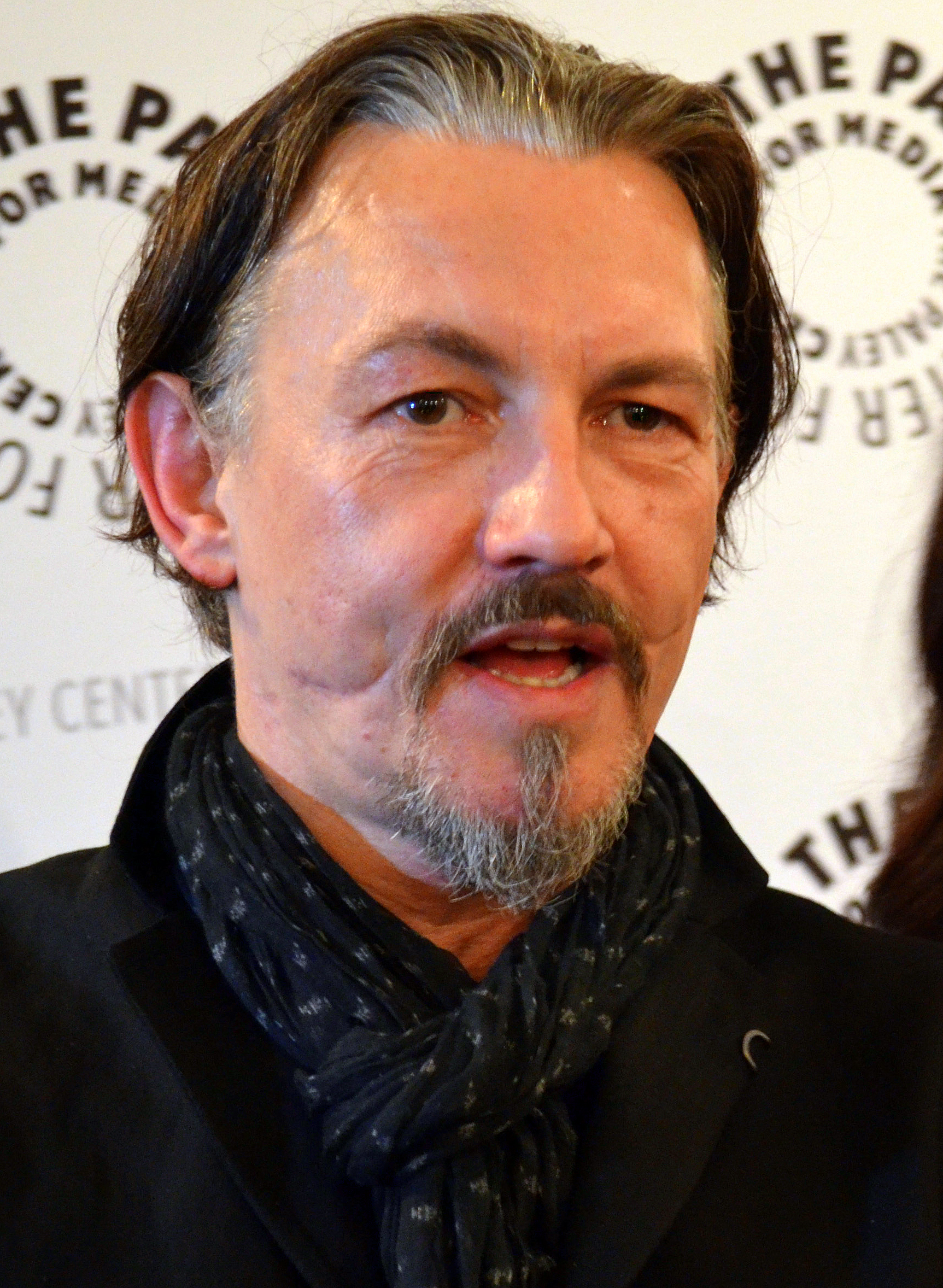
Tommy Flanagan.

Ett Glasgow smile (även känt som Glasgow grin, Chelsea grin eller Chelsea smile) är en extrem form av misshandel då en person blir skuren från mungiporna till öronen. Gärningen utförs oftast med hjälp av en kniv eller en glasbit. Ibland sparkar eller hugger gärningsmannen offret för att få denne att skrika så att såren öppnas ännu mer. Om såren är tillräckligt djupa kommer offret att förblöda. Denna form av misshandel sägs ha sina rötter i Glasgow, Skottland. Men den blev även populär bland engelska gäng, då särskilt i Chelsea, London, där det är känt som Chelsea smile.
Den skotske skådespelaren Tommy Flanagan, känd från filmer som Braveheart, Gladiator och TV-serien" Sons Of Anarchy" där han spelar Filip "Chibs" Telford, har sådana ärr som han fick vid en misshandel utanför en nattklubb.
I filmen The Dark Knight har Jokern, spelad av Heath Ledger, sådana ärr.